# دالي هنتر
دالي هنتر هو لاعب هوكي الجليد كندي، ولد في 31 يوليو 1960 في Petrolia, Ontario ‏ في كندا.

## وصلات خارجية
- دالي هنتر على موقع دوري الهوكي الوطني (الإنجليزية)
- دالي هنتر على موقع قاعة مشاهير الهوكي (لاعب أن.إتش.أل) (الإنجليزية)
- دالي هنتر على موقع EliteProspects.com (الإنجليزية)
- دالي هنتر على موقع HockeyDB.com (الإنجليزية)
- دالي هنتر على موقع Hockey-Reference.com (الإنجليزية)